# Juan José García
Juan José García Rodríguez (Santo Domingo, 22 aprile 1989) è un cestista dominicano con cittadinanza spagnola.

## Carriera
Con la Rep. Dominicana ha disputato i Campionati americani del 2015 e i Campionati mondiali del 2019.